# Taula de Cayley

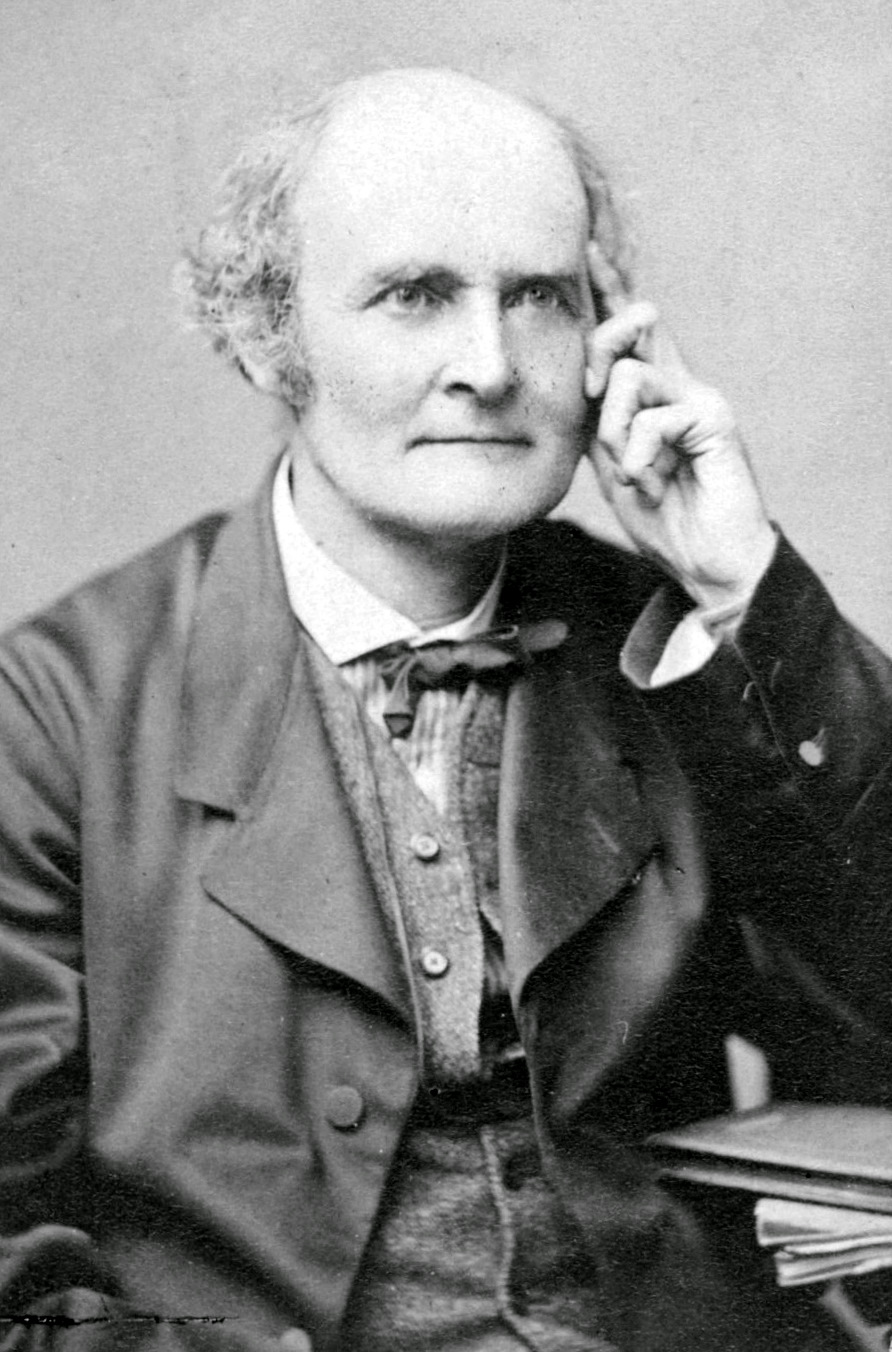
Fotografia d'Arthur Cayley, autor de la taula.

Les taules de Cayley, creades al segle xix pel matemàtic anglès Arthur Cayley, descriuen els resultats d'una operació binària entre els elements d'un conjunt finit. Descriuen, per tant, l'estructura algebraica d'un conjunt amb pocs elements, un per un. Per conveni, el primer element de l'operació és el de la fila corresponent i el segon element que s'opera es determina per columnes Així per exemple, la taula següent especifica l'operació de multiplicació ordinària amb els nombres 1 i -1.
| ×  | 1  | −1 |
| -- | -- | -- |
| 1  | 1  | −1 |
| −1 | −1 | 1  |

Són útils per veure les propietats que compleix l'operació en el conjunt dels elements que es mostren. Així, seguint amb l'exemple, es veu que l'operació és commutativa, té element neutre (l'1) i cada un és el seu propi invers (en altres paraules, és la taula d'un grup de dos elements).